# Parafia Ewangelicko-Augsburska w Opolu
Parafia Ewangelicko-Augsburska w Opolu – luterańska parafia położona przy ulicy Pasiecznej 12 w Opolu, należy do diecezji katowickiej Kościoła Ewangeliki-Augsburskiego w RP. W 2019 liczyła około 230 wiernych.

## Historia parafii
Nauka ks. Marcina Lutra pojawiła się w Opolu już około r. 1524. Jej gorącym zwolennikiem był kanonik ks. Lorency Jost, który od roku 1527 prawie przez ćwierć wieku w kościele św. Krzyża (obecny kościół katedralny) głosił kazania w duchu Reformacji. W tym  czasie w klasztorze dominikanów, tzw. górnym, rozpoczęło się regularne nauczanie kościelne młodzieży według Katechizmu Lutra. W roku 1535 margrabia Jerzy zwany Pobożnym, który przejął Opole i sprzyjał rozwojowi Reformacji w mieście, powołał ewangelickiego kaznodzieję, któremu powierzył odprawianie nabożeństw w kościele podominikańskim „na górce”. Podobne nabożeństwa były odprawiane w kaplicy zamkowej.
W roku 1552 ks. Jost na skutek choroby zrezygnował z pracy duszpasterskiej i z powodu braku następcy zaprzestano odprawiania nabożeństw ewangelickich w kościele parafialnym św. Krzyża. W kościele „na górce” działali duchowni sprowadzeni przez margrabiego z Niemiec, a także dawny przeor klasztoru Erazm (do 1555 roku), a po nim ks. Laurencjusz z Żor. W 1558 roku został on jednak wydalony z miasta, a kościół przyklasztorny został dla luteran zamknięty. W ten sposób opolscy ewangelicy zostali pozbawieni miejsca dla odprawiania swoich nabożeństw i musieli odbywać długie wędrówki do Brzegu, Wrocławia, Namysłowa, Olesna, czy nawet Świdnicy. Postanowiono odprawiać nabożeństwa w domach prywatnych sprowadzając wędrownych kaznodziejów – po dalszych zakazach potajemnie. W latach 1566–1568 opolscy ewangelicy starali się o przejęcia opuszczonego przyklasztornego kościoła minorytów, zwanego „dolnym”, jednak bez rezultatu.
Okres kontrreformacji, cechujący się likwidacją wszystkiego, co ewangelickie, trwał wiele dziesięcioleci, a w końcowej fazie wojny 30-letniej jeszcze bardziej się nasilił. W dalszym ciągu ewangelicy nie mieli miejsca dla odprawiania nabożeństw. Zakupiono wreszcie, który miał być przebudowany na kościół, został on jednak zniszczony w pożarze miasta w 1615 roku. W 1622 roku lenny władca Opola, książę Gabriel Bethlen z Siedmiogrodu wydał pozwolenie na budowę kościoła, i w krótkim czasie wybudowano nieduży kościół w pobliżu klasztoru „na górce”. Jednak na rozkaz cesarza został on zamknięty w 1625 roku, a następnie zburzony. Ostatecznie cesarz Ferdynand II w roku 1630 wydał zarządzenie, mocą którego ewangelicy w obrębie murów miasta nie mogli być tolerowani. Wprawdzie w czasie walk w latach 1632–1642 okresowo ewangelickie nabożeństwa były wznawiane, jednak w 1644 roku zostały definitywnie zlikwidowane.
Sytuacja zmieniła się dopiero po przejęciu Opola przez władze pruskie, co nastąpiło w sto lat później. Ewangelicy powrócili do Opola w 1742 roku, gdy przy garnizonie wojskowym powstała ewangelicka parafia cywilna, złożona głównie z przybyłych z Niemiec urzędników, rzemieślników i fabrykantów. W 1749 roku otwarto szkołę ewangelicką i ponownie podjęto starania o pozwolenie na budowę własnego kościoła. Ponownie zakończyły się one niepowodzeniem, i dopiero po interwencjach u ministra pruskiego ewangelicy otrzymali w 1811 roku kościół przyklasztorny po minorytach. Zabudowania przyklasztorne przeszły w ich władanie w roku 1837. Od tego czasu życie kościelne ewangelickie w Opolu mogło się normalnie rozwijać. Liczba parafian wzrastała, osiągając przed I wojną światową 7,5 tys., a w 1945 roku ok. 10 tys. wiernych.
Zmiana państwowości w wyniku II wojny światowej spowodowała wiele trudności w życiu opolskiej parafii ewangelickiej. Mienie kościelne zostało przejęte przez państwo jako poniemieckie i opuszczone, ewangelicy zaś byli masowo wysiedlani jako Niemcy – ewakuacja była przymusowa. Pozostali tylko nieliczni, około 500 wiernych, pozostawali oni jednak bez opieki duszpasterskiej, gdyż dotychczasowi duchowni albo nie powrócili z ewakuacji, albo zostali wysiedleni.
Dzięki staraniom samych parafian jesienią 1946 roku odzyskano kaplicę cmentarną na cmentarzu przy ul. Wrocławskiej. Pod koniec 1945 roku przybył do parafii w Kluczborku ks. Karol Klus, który starał się zajmować również opolskim zborem. Od wiosny 1947 roku do parafii dojeżdżał ks. Karol Sztwiertnia z Goleszowa, który odprawiał nabożeństwa także w okolicznych parafiach: Gogolinie, Krapkowicach, Walidrogach, Grabiach, Ozimku, Fosowskiem i Zawadzkiem. Sytuacja taka trwała do roku 1951, kiedy otrzymał do pomocy absolwent Wydziału Teologii Ewangelickiej Uniwersytetu Warszawskiego, Ernesta Obornego. Ks. Oborny zamieszkał w Krapkowicach, został mianowany wikariuszem senioralnym, a po 5 latach samodzielnym administratorem parafii. Niestety, zmarł w 1961 roku. W wyborach na proboszcza parafii w tym samym roku zwyciężył ks. Stanisław Żwak. Sprawował on ten urząd przez prawie 30 lat, do 1990 roku.
Ks. Obornemu w połowie lat 50. udało się odzyskać od władz miejskich dwa budynki: przy ul. Kropidły i przy ul. Pasiecznej. Dużą salę w budynku przy ul. Pasiecznej parafianie postanowili zaadaptować na kaplicę, jednak dopiero w 1967 roku udało się zdobyć przydział na cegły i cement. 24 marca 1968 roku odbyła się uroczystość poświęcenia kaplicy.
W lipcu 1997 kaplica, znajdująca się na Pasiece, znalazła się pod trzymetrową falą powodziową. Zniszczone zostało całe wyposażenie kaplicy i sal parafialnych. Po ustąpieniu wody zaczęto prowadzić prace remontowe, i dzięki pomocy luteran z kraju i z zagranicy, w październiku 1998 r. dokonano ponownego poświęcenia kaplicy.

## Filiały

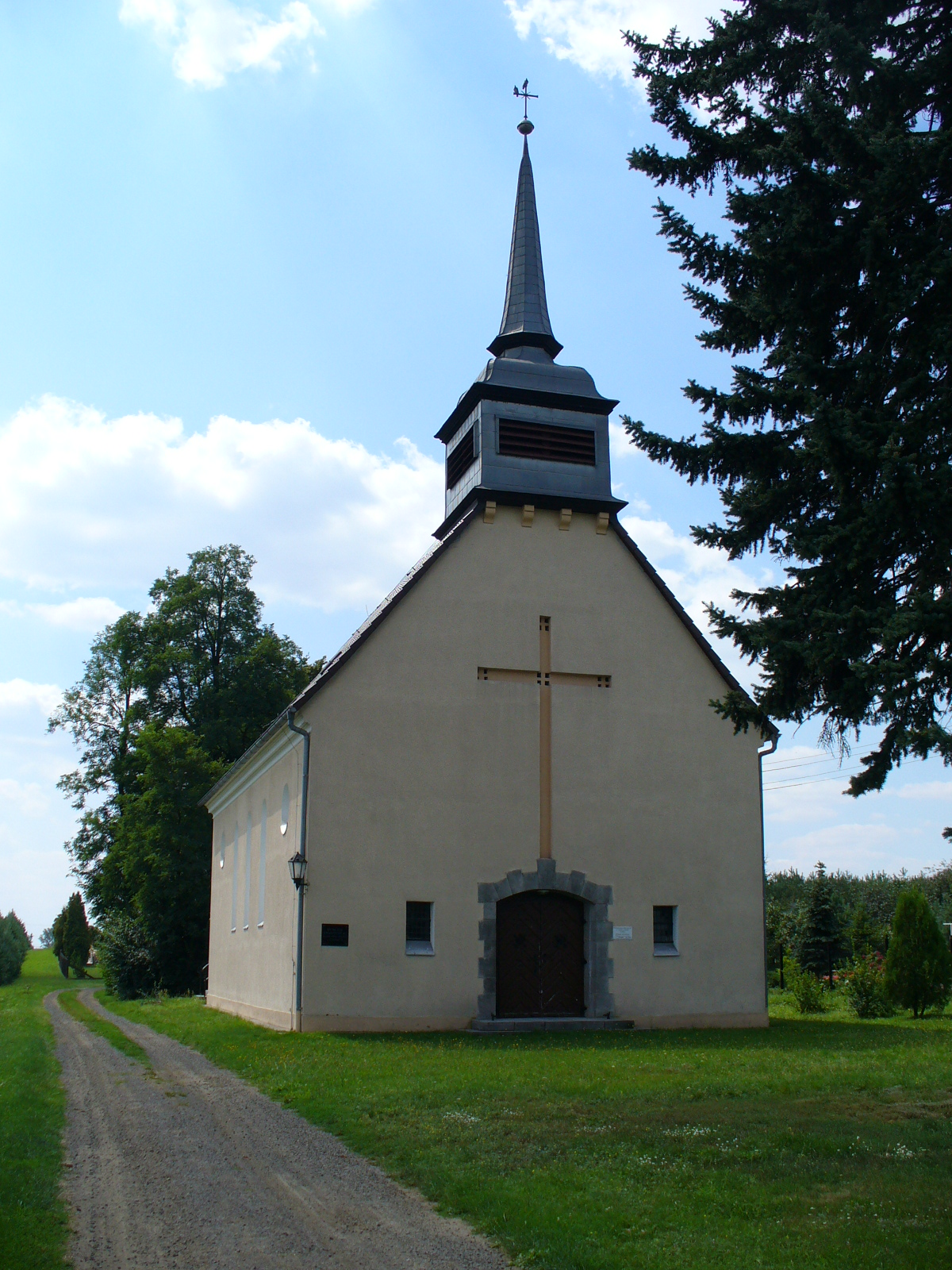
Kościół w Osinach

- Gogolin – kościół przy ul. Strzeleckiej. Nabożeństwa odbywają się w drugą i czwartą niedzielę miesiąca o godz. 9:00.
- Osiny – kościół przy ul. Opolskiej 14. Nabożeństwa odbywają się w czwartą niedzielę miesiąca o godz. 14:00.
- Ozimek – kościół przy ulicy Wyzwolenia 5. Nabożeństwa odbywają się w pierwszą i trzecią niedzielę miesiąca, o godz. 9:00. Do 1962 roku w Ozimku istniała osobna parafia.
- Prószków – znajduje się tu kościół, który nie jest już używany.

## Działalność parafii
- Spotkania studentów – od października w każdy poniedziałek o godz. 19:00.
- Spotkania młodzieży – w drugi i czwarty piątek miesiąca godz. 18:30.
- Spotkania pań – według harmonogramu.
- Próby chóru parafialnego – wtorki, godzina 18:00.
- Próby zespołu młodzieżowego "Effata" – piątki, godzina 18:00.
- Wypożyczalnia sprzętu dla chorych i niepełnosprawnych (ul. Kropidły 5) – czynna w każdą środę w godz. 15-17 (tel. 0-77 4530690).
- Biblioteka Chrześcijańska (ul. Sempołowska 2) – wtorki i czwartki w godz. 17-19.
- Audycje radiowe:
  - Radio Plus (w Opolu 107,9FM): "Echo Ewangelickie" – soboty, godz. 17:20 – 17:55.
  - Radio Opole (w Opolu 103,2 FM):

– audycja Danuty Starzec "Inny horyzont" – I niedziela miesiąca, godz. 7:35.
– "Okruchy ze Stołu Pańskiego" – III niedziela miesiąca, godz. 11:10.
– audycja ekumeniczna Danuty Starzec "Forum wiary" – niedziele, godz. 17:45.
- Stowarzyszenie Hospicjum Opolskie. Prowadzone są prace adaptacyjne w budynku powstającego hospicjum, szkolenia wolontariuszy. Działa Centrum Opieki Hospicyjnej powołane przez Stowarzyszenie, świadczące opiekę w domach chorych.